# هجوم الرجال الأموات (معركة)
هجوم الرجال الأموات (بالإنجليزية: Attack of the Dead Men) او معركة أوسوفيتس (بالإنجليزية: Battle of Osowiec Fortress)، هي معركة ضمن الحرب العالمية الأولى حدثت في حصن أوسوفيتس (حاليا شمال بولندا) يوم 6 أغسطس 1915 بين الإمبراطوريتين الألمانية والروسية.
سميت المعركة بـ"هجوم الرجال الأموات" بسبب مظهر الجنود الروس الذين ظهروا وكأنهم جثث مدماة سائرة بعد أن تم إطلاق كميات كبيرة من غاز الكلور مع البروم من قبل الجيش الألماني على الحصن، قاتل الجنود الروس الألمان وجهًا لوجه أثناء سعالهم الدماء وبعض من احشائهم الداخلية من أفواههم التي ربطوا عليها قطع قماش.

## المعركة

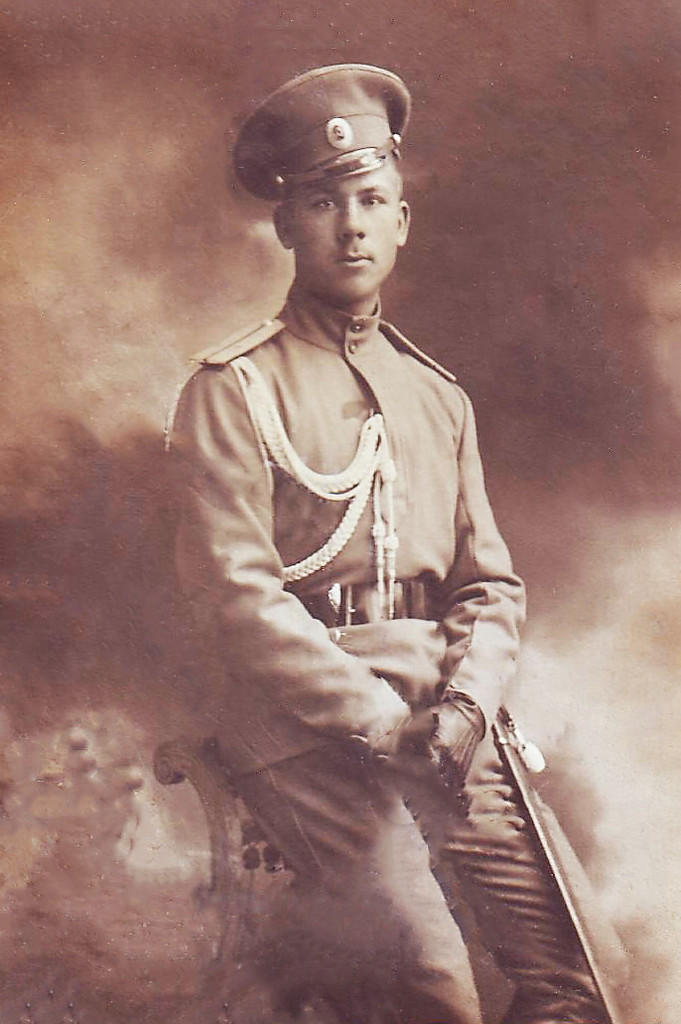
الملازم فلاديمير كوتلينسكي قائد حصن أوسوفيتس خلال المعركة.

زحفت أكثر من اثني عشر كتيبة من قسم لاندفير الحادي عشر مكونة مما يزيد عن 7,000 جندي الى حصن أوسوفيتس متوقعة مقاومة ضعيفة من قبل الروس، بعد أن قامت بقصف الموقع بسلاح كيميائي، لكنهم واجهوا عند خط الدفاع الأول هجومًا مضادًا من قبل الجنود الناجين من الكتيبة الثالثة عشرة التابعة لفوج المشاة 226، أصيب الألمان بالذعر عند رؤية الجنود الروس الذين كانوا يسعلون دمًا وأشلاء من أنسجة الرئة، حيث بدأ حمض الهيدروكلوريك الناتج عن تفاعل غاز الكلور مع الرطوبة في رئاتهم بإذابة أحشائهم، تراجع الجنود الألمان مذعورين، راكضين بسرعة كبيرة لدرجة أنهم علقوا في الأسلاك الشائكة التي وضعوها بأنفسهم، وعلى الفور فتحت البنادق الروسية الخمسة المتبقية نيرانها على الألمان الفارين.
قادت الكتيبة 13 الروسية، تحت قيادة الملازم فلاديمير كوتلينسكي، هجومًا مضادًا ضد أجزاء من الفوج 18 على طول خط السكك الحديدية مما أجبرهم على الفرار، خلال الهجوم أصيب كوتلينسكي بجروح قاتلة، ونقل قيادة الموقع إلى الكتيبة الثانية من مهندسي أوسوفيتس تحت قيادة فلاديسلاف ستشيمينسكي رغم إصابته الشديدة بالتسمم بالغاز، قاد فلاديسلاف بقايا جنوده حتى النهاية مستخدمين الحراب لاستعادة السيطرة على القطاعين الأول والثاني من موقع سوسنيا، توفي كوتلينسكي في وقت لاحق من تلك الليلة.
لم يتمكن الروس من الاحتفاظ بالمنطقة لفترة طويلة، فبعد سقوط موقعي حصن كاوناس و نوفوغورغيفسك زاد خطر تطويق الألمان للموقع، نتيجة لذلك قام الروس بتدمير أجزاء كبيرة من الحصن وانسحبوا في 18 أغسطس.

## الذكر
أصدرت فرقة الميتال الروسية أريا أغنية مقتبسة عن المعركة بعنوان "هجوم الأموات" سنة 2014 ضمن ألبومها (عبر الأزمان)، كما وأصدرت فرقة الميتال السويدية ساباتون أغنية أيضًا بعنوان "هجوم الرجال الأموات" سنة 2019 خلال ألبوم (الحرب العظمى).